# Вотсон (Луизијана)
Вотсон (енгл. Watson) насељено је место без административног статуса у америчкој савезној држави Луизијана.

## Демографија
По попису из 2010. године број становника је 1.047.
| Група             | 2000.    | 2010.         |
| Белци             | 0 (0,0%) | 1.009 (96,4%) |
| Афроамериканци    | 0 (0,0%) | 14 (1,3%)     |
| Азијати           | 0 (0,0%) | 2 (0,2%)      |
| Хиспаноамериканци | 0 (0,0%) | 10 (1,0%)     |
| Укупно            | 0        | 1.047         |